# Paraliparis copei wilsoni
Paraliparis copei wilsoni is een ondersoort van de straalvinnige vissen uit de familie van de slakdolven (Liparidae). De wetenschappelijke naam van de soort is voor het eerst geldig gepubliceerd in 1966 door Richards.